# Џеј Мајкл Стразински
Џозеф Мајкл Стразински (рођен 17. јула 1954), чије се име у медијима наводи као Џ. Мајкл Стразински амерички је сценариста и телевизијски продуцент који је освојио многе награде. Активан је у разним врстама медија, међу којима су филмови, телевизијске серије, романи, приповетке, стрипови, радио драме и многи други. Стразински је и драмски писац, бивши новинар, те аутор књиге The Complete Book of Scriptwriting, популарног водича кроз писање сценарија за разне врсте медија. Као један од извршних продуцената, био је једини с контролом над уметничким аспектима научнофантастичне ТВ серије Бабилон 5, њеног огранка Crusade, као и невезане телевизијске серије Џеремаја. Стразински је написао 92 од укупно 110 епизода Бабилона 5, сва четири ТВ филма везана за серију, с тим да је 59 епизода написао без прекида, од краја друге до пете сезоне, у којој је само једну епизоду написао један од осталих писаца.
Откад је продао сценарио за филм Замена, у јуну 2006, Стразински је један од најтраженијих холивудских сценариста. Сарађује са звездама и режисерима као што су Клинт Иствуд, Рон Хауард, браћа Вачауски, Анџелина Жоли, Том Хенкс, Џон Малкович, Џоел Силвер, Волфганг Петерсен, Пол Гринграс и Бред Пит. Сценарио Замена номинован је 2009. за награду BAFTA.
Још 1984, Стразински је почео да учествује у расправама на мрежама као што су Јузнет, Џини, Компјусерв и Америка онлајн. И дан данас разговара на неким од њих са љубитељима својих дела. Стразински је међу првим продуцентима који су почели да разговарају с фановима на интернету, што је и утицало на одређене аспекте њихових серија. Неки од тих фанова у шали га зову Великим творцем, према божанству многих народа ванземаљаца у Бабилону 5.
Стразински је дипломирао на Државном универзитету у Сан Дијегу с бакалауреатима из психологије и социологије; споредни смерови били су му филозофија и књижевност. На том је универзитету толико писао за студентске новине Дејли Азтек да су их студенти у шали почели звати Дејли Џо („Дневни Џо“). Стразински живи у Лос Анђелесу или околини.

## Почеци
Стразински је рођен у Патерсону у држави Њу Џерзи, од мајке Евелин (девојачко презиме: Пејт) и оца Чарлса, физичког радника. Живео је у многим местима, између осталог у Њуарку, Канкакију, Даласу, Чула Висти, где је завршио средњу школу, те Сан Дијегу. Чланови његове фамилије пореклом су католици из Белорусије и Пољске. Његови баба и деда избегли су у Америку након Руске револуције 1917; отац му се родио у Америци, али је живео и у Русији, Пољској и Немачкој.
Док је живео у Сан Дијегу, Стразински је радио као новинар за Сан Дијего магазин и Сан Дијего ридер, а уз то је писао сценарија за радио-драму Alien Worlds. Тада је склопио уговор с Рајтерс дајџестом да састави водич кроз писање разних врста сценарија. Преселио се у Лос Анђелес 1981. и наставио рад на књизи, која је објављена 1982. под насловом The Complete Book of Scriptwriting, а истовремено је планирао прелазак на телевизију. Радио је за Лос Анђелес хералд-егзаминер, Лос Анђелес тајмс, Лос Анђелес ридер, Тиви-кејбл вик и Пипл магазин, а када је завршио код Пипл магазина, престао се бавити новинарством. По сопстевној иницијативи написао је сценарио за епизоду анимиране серије Хи-Мен и Господари свемира 1983, а убрзо затим добио посао на тој серији као редовни сценариста.
Према омоту првог издања његове књиге о сценаријима, један од позоришних комада Стразинског продуциран је када му је било седамнаест, сценарио за ситком када је имао двадесет једну годину, а са двадесет четири године продао је свој први филмски сценарио. У двадесет деветој години имао је за собом сценарија за филмове, телевизију и радио (нпр. за радио програм Alien Worlds, као и за мрежу Mutual Broadcasting System), десетак позоришних комада и више од 150 чланака у новинама и часописима. Предавао је писање и држао семинаре неколико година, у Калифорнији и другде. Од 1987. до 1992, Стразински и Лари Дитилио водили су ток-шоу Hour 25 на радио-станици KPFK-FM у Лос Анђелесу.

## Рад за телевизију и радио
Стразински је почео да ради за телевизију 1983, у почетку на анимираним серијама а онда и у играним, прво као редован писац, затим уредник сценарија, а брзо се успео и до позиције извршног продуцента, с контролом над уметничким аспектима научнофантастичне ТВ серије Бабилон 5, која је добила две награде „еми“, две награде „хјуго“ заредом и десетине других. Та свемирска опера, у којој ликови понајвише одређују радњу, позната је и по својој оквирној причи, испланираној пет година унапред, те по иновативној и готово искључивој употреби компјутерских визуелних ефеката. Стразински је створио и огранак Бабилона 5, серију Crusade, за коју је написао десет од тринаест епизода. Неколико година касније продуцирао је серију Џеремаја (у основи према познатом белгијском стрипу), за коју је написао деветнаест од укупно тридесет пет епизода.